# Escuderia Montjuïc
L'Escuderia Montjuïc fou una entitat esportiva catalana dedicada a l'automobilisme que tingué activitat entre 1968 i 1979. Tenia la seu a Barcelona i fou impulsada per diversos empresaris catalans (entre ells, Enrique Coma-Cros, Félix Muñoz, Josep Maria Juncadella i Joan Fernández) que importaren cotxes de competició d'alt nivell per a competir en l'àmbit català, estatal i, poc després, internacional.

## Història

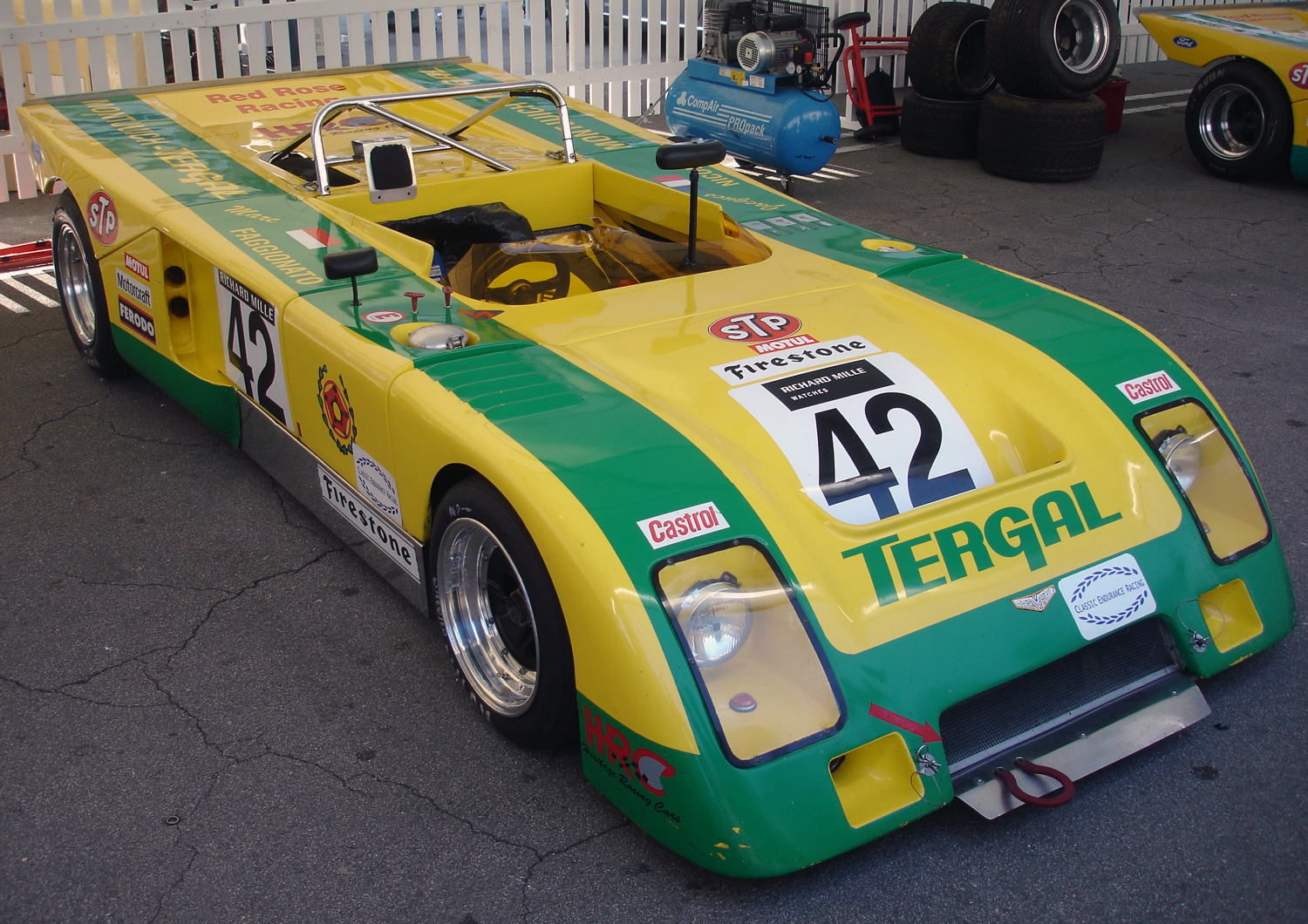
Un Chevron B21 de l'Escuderia Montjuïc, amb el típic patrocini de Tergal

La primera cursa en què participà l'escuderia foren les 6 Hores de Montjuïc de 1968, guanyades per Paco Godia i Brian Muir amb un Ford GT40. Un any més tard, Godia i Joan Fernández guanyaren les 12 Hores de Barcelona, també al circuit de Montjuïc, amb un Porsche 908.
A partir de 1970, la firma Tergal finançà les activitats de l'escuderia, cosa que permeté de sortir a competir a l'estranger. Associada amb l'escuderia britànica Red Rose Racing, participà en el Campionat d'Europa de cotxes esportius fins a dos litres. Josep Maria Juncadella va córrer i liderar breument -amb l'italià Nino Vacarrella com a company d'equip– les 24 Hores de Le Mans del 1971 i quedà en segona posició al Tour de França, compartint el volant amb Jean Pierre Jabouille. Joan Fernàndez guanyà el Campionat d'Europa de muntanya i tota mena de curses i campionats a l'estat espanyol. Altres pilots de l'escuderia foren Eugeni Baturone, Miquel Brunells i Xavier Juncadella (qui guanyà el Campionat d'Espanya de Fórmula 1800).
A partir de 1972, l'entitat creà el Volante Escudería Montjuïc, destinat a ajudar pilots joves mitjançant el finançament d'una temporada a la Fórmula 1430. Entre d'altres, l'entitat promocionà Federico van der Hoeven i Fermí Vélez. Al llarg de la seva història, l'escuderia va tenir unes relacions difícils amb la federació estatal d'automobilisme a causa de les diferències de criteri sobre els pilots a qui patrocinava cadascuna.
Finalment, l'abandonament del patrocini de Tergal el 1976 marcà el declivi de l'entitat, la qual cessà les seves activitats el 1979.